# リンカーン大統領暗殺事件

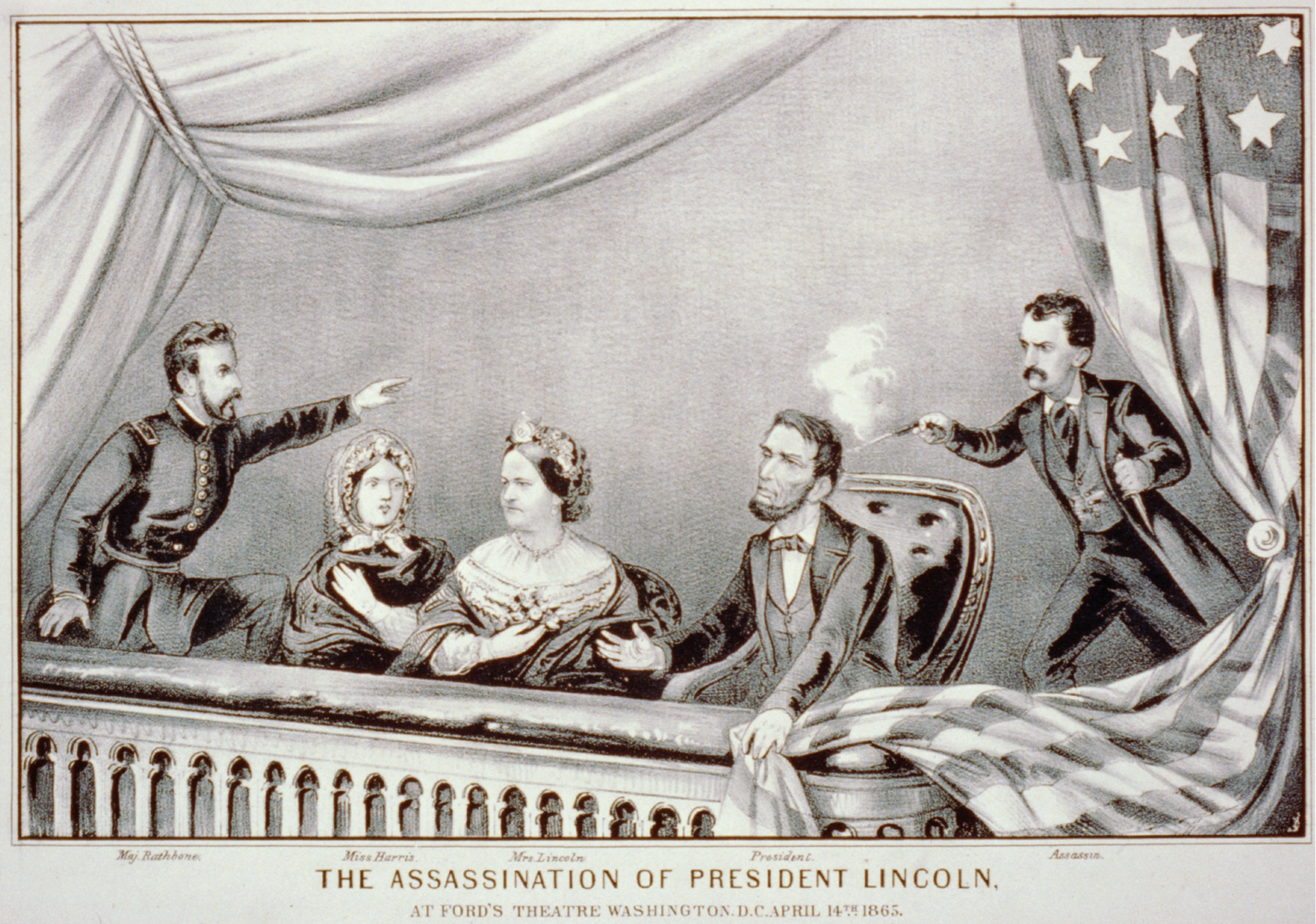
左からヘンリー・ラスボーン少佐、クララ・ハリス、メアリー・トッド・リンカーン、エイブラハム・リンカーン、ジョン・ウィルクス・ブース

リンカーン大統領暗殺事件（リンカーンだいとうりょうあんさつじけん）は、南北戦争の最末期、1865年4月14日金曜日（聖金曜日）午後10時頃にワシントンD.C.で起きた暗殺事件で、最初のアメリカ大統領暗殺だった。
エイブラハム・リンカーン大統領はフォード劇場で妻メアリー・トッド・リンカーンらと『われらのアメリカのいとこ』の観劇中にジョン・ウィルクス・ブースに銃撃された。リンカーンは翌朝、1865年4月15日土曜日の午前7時22分にウィリアム・ピーターソン（William Petersen）宅で死亡した。
リンカーンを殺害したブースは、俳優でアメリカ連合国のシンパであった。ブースは同志であったルイス・パウエル（Lewis Powell）に国務省長官ウィリアム・スワード暗殺も命じていた。ブースの狙いはリンカーン、スワード、副大統領アンドリュー・ジョンソンを暗殺することでワシントンを混乱させ、合衆国政府（北部連邦）の転覆を起こすことにあった。ブースはリンカーン暗殺には成功したが、政府に揺さぶりをかけるという彼の思惑は外れた。スワードは負傷はしたが命をとりとめ、ジョンソン暗殺を命じられていたジョージ・アツェロットは暗殺に踏み切る度胸がなく、何もしないままにワシントンを離れた。

## 最初の計画

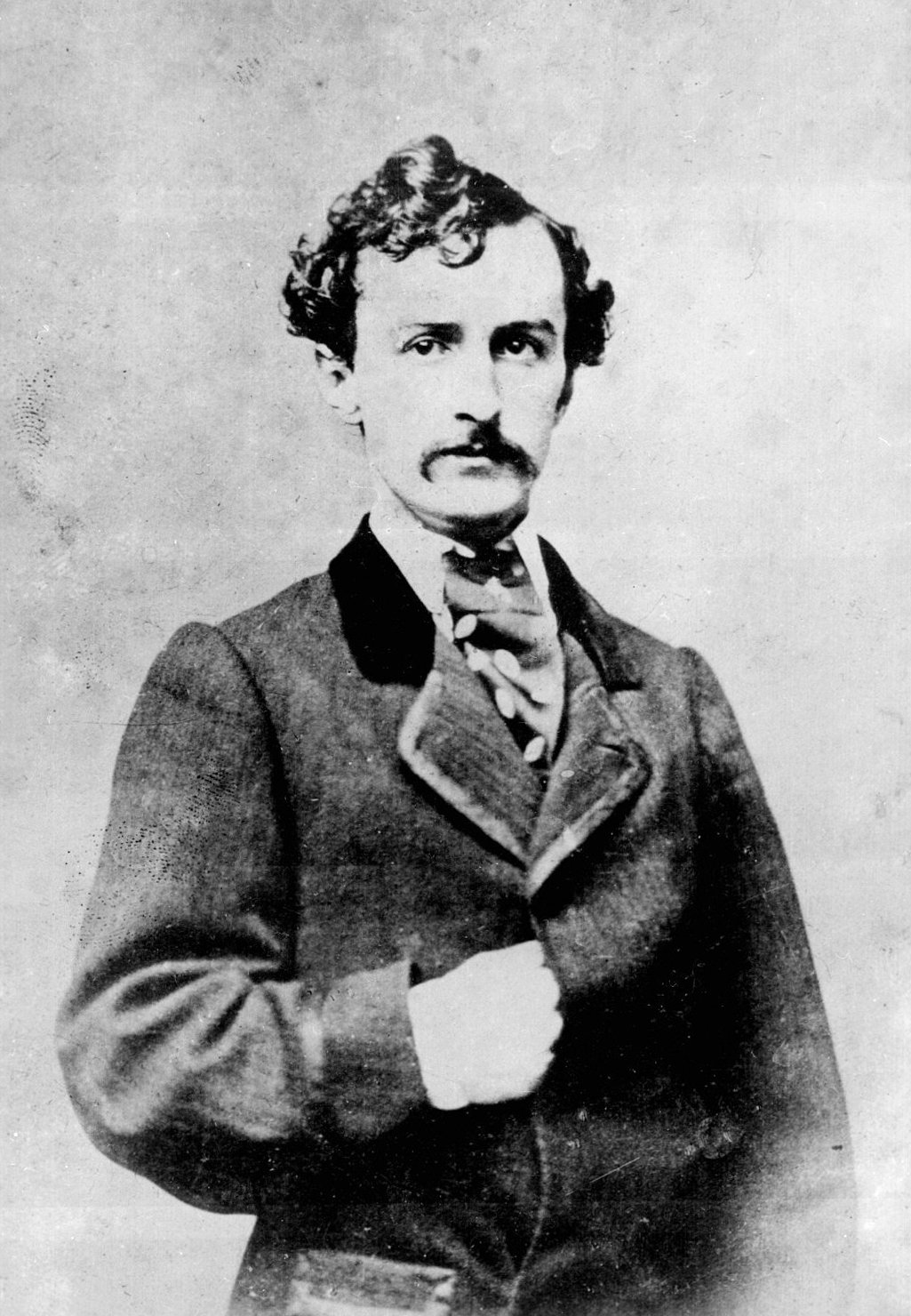
ジョン・ウィルクス・ブース

ブースはもともとリンカーンを誘拐して南部へ連れ去り、合衆国政府に対して捕虜収容所に抑留されている南軍捕虜の解放を強いるつもりであった。ブースはこの計画のための同志を集めていった。こうして集まったのがサミュエル・アーノルド（Samuel Arnold）、ジョージ・アツェロット、デイヴィッド・ヘロルド（David Herold）、マイケル・オロフレン（Michael O'Laughlen）、ルイス・パウエル（Lewis Powell）、ジョン・サラット（John Surratt）らであった。そのころ、サラットの母メアリー・サラット（Mary Surratt）はメリーランド州サラッツヴィル（Surrattsville）にあった下宿屋を引き払ってワシントンに居を移していた。ワシントンのサラットの家をブースが足しげく訪れたことから、メアリー・サラットがブースのアジトを提供するためにワシントンに移ったと糾弾されることになる。
ブースは1865年3月4日におこなわれたリンカーン大統領の二期目の就任式にゲストとして参加していた。ブースが参加できたのは恋人のルーシー・ヘイルのおかげであった（ルーシーの父ジョン・パーカー・ヘイルは後に駐スペイン公使となった人物であった）。ブースは後に「あの就任式の日なら、リンカーンを殺すことができた」と語っていた。
1865年3月17日、ブースは仲間たちに、リンカーンがキャンベル陸軍病院での劇「水は深きを流れる」を鑑賞する予定であることを告げた。ブースは仲間とともにワシントンのはずれにある食堂で待機し、病院から戻るリンカーンを待ち伏せして誘拐しようとした。しかし、リンカーンは病院には向かわず、ナショナルホテルでの第140インディアナ連隊が獲得した南軍の軍旗を知事に送呈する儀式に参加して演説を行っていた。皮肉なことにそこはブースの泊まっていたホテルであった。
1865年4月10日、南軍のロバート・E・リー将軍が率いる北バージニア軍がアポマトックス・コートハウスの戦いで北軍に降伏し、その時点でこの戦争は事実上終結に向かい始めていた。最早リンカーン大統領を誘拐して南軍の捕虜を解放させたところで戦争継続も南部を救う事も事実上不可能な状況だったが、翌日リンカーンはホワイトハウスの前で黒人の参政権を認めたいと演説し、それを聴いたブースの胸に殺意が宿った。

## 暗殺

### 計画

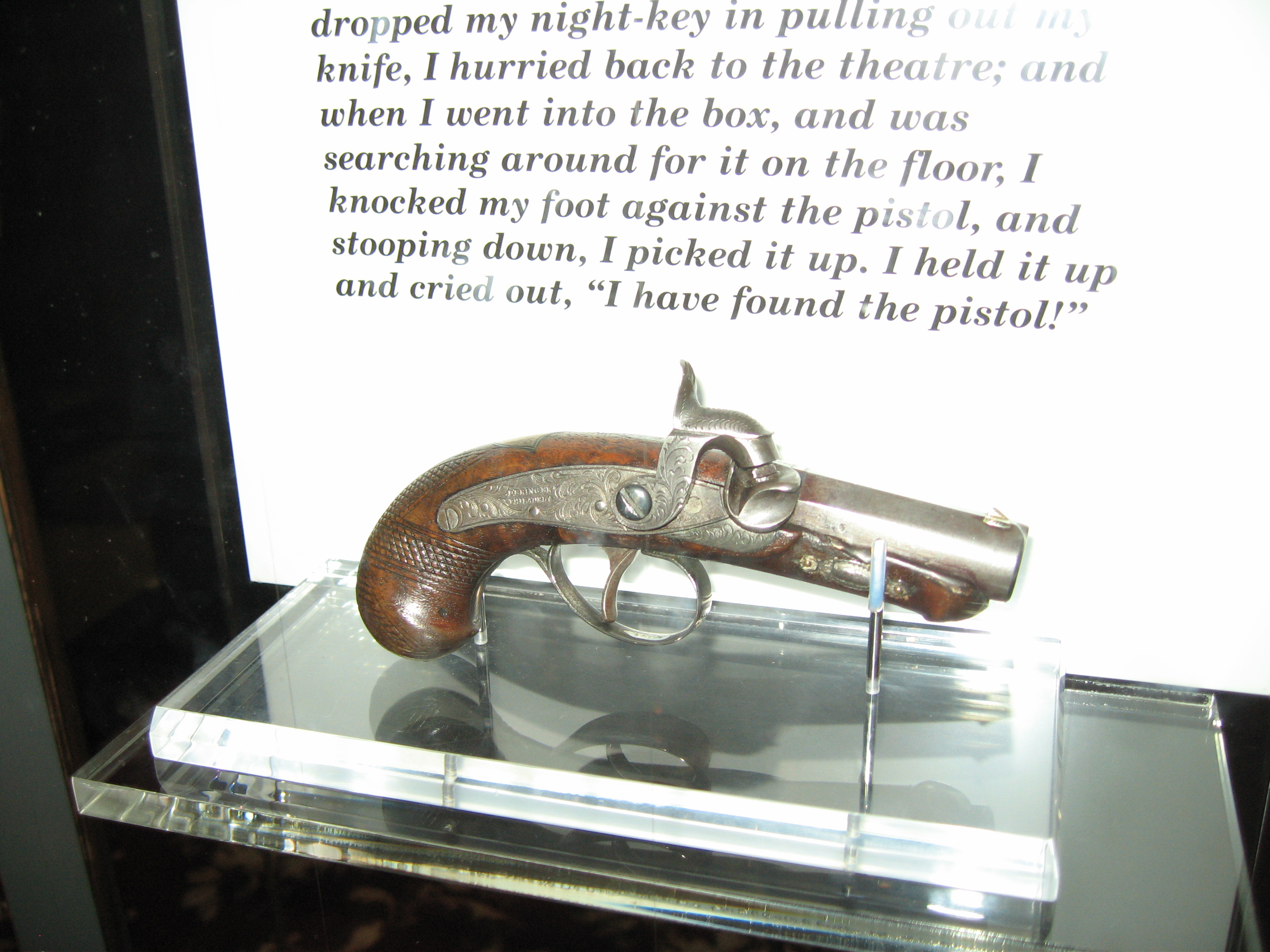
実際に射殺する際に使用された銃。現在、フォード劇場国立史跡で保存されている。

ブースがリンカーン誘拐計画をあきらめたころ、南部連合はすでに崩壊寸前だった。東部の主力であった北バージニア軍はすでに降伏しており、西部はジョセフ・ジョンストン将軍率いるテネシー軍がまだ存在していたもののウィリアム・シャーマン将軍率いる北軍に猛追されていた。それ以外の戦線でも南軍の敗色は濃く、南部人の多くが希望を失っていたが、ブースだけはまだまだ南部はやれると信じて疑わず、その決意を日記に記している。
ブースはリンカーンと副大統領のジョンソン、国務長官スワード暗殺に成功すれば合衆国政府は混乱し、再び南部連邦が主導権を握り返せると考えていたのである。一方メンバーの一人アツェロットは、暗殺に対して臆病風に吹かれジョンソン暗殺を行わず、バーで酒を飲んでいた。
ブースは、アツェロットでは暗殺をやり遂げられないと見たのか、フォード劇場に向かう途上、新副大統領ジョンソンのワシントンでの宿舎であるカークウッド・ハウス前でアツェロットを下ろし、メモを書いて副大統領に渡すよう命じた。メモには「お邪魔するつもりはありません。ご在宅でしょうか？ブース」と書かれていた。このメモの意味をめぐってはさまざまな憶測がされたが、もっとも確度が高いとされる説は「ブースがアツェロットには暗殺は無理と見て、後からジョンソンも共犯であったかのようにみえる工作を行った」というものである。
なお、メモはブース自らフロントに託した（ジョンソンが不在だったため）という説もある。ブースは続いてパウエルにスワード殺害に向かわせ、ヘロルドにはスワードの案内を命じて待機させた。

### エイブラハム・リンカーンの暗殺事件
リンカーンと妻のメアリーはローラ・キーン主演の『われらのアメリカのいとこ』（Our American Cousin）を見ることにしていた。リンカーン夫妻は南北戦争による公的なストレスと1862年に三男ウィリアム(ウィリー・リンカーン)が死んだことによる私的なストレスを抱えていた。劇を見て精神的にリラックスしたい思いがあったリンカーン夫妻は、一緒に観劇しようと何人もの人に声をかけていたが、ことごとく断られ、ヘンリー・ラスボーン（Henry Rathbone）少佐と婚約者のクララ・ハリス（Clara Harris）のみがこの誘いを受けた。
大統領夫妻は開演後にフォード劇場に到着、ボックス席に入り、大統領が左側のロッキングチェアに座った。
リンカーンが開演に間に合わなかったのは、ホワイトハウスでミズーリ州選出議員ジョン・B・ヘンダーソン（John B. Henderson）の陳情を受けていたためであった。彼は大統領に、南北戦争においてスパイの疑いで死刑を宣告されていたジョージ・ヴォーン（George S.E. Vaughn）の恩赦を求め、それに成功した。これがリンカーンの大統領としての最後の職務になった。
午後9時ごろ、ブースはフォード劇場の裏口に到着し、この劇場で働いていた顔見知りのエドマン・スパングラー（Edmund Spangler）に自分の馬を預けた。スパングラーは、馬の手綱をもっておく仕事を劇場でピーナッツを売っていたことから「ピーナッツ」と呼ばれていたジョセフ・バロウズにゆだねた。俳優としてフォード劇場を知り尽くしていたブースはリンカーンのいるボックス席に入り込み、ドアにつっかえをした。
メアリー夫人はリンカーンが自分の手を握っていたので「ハリス嬢が見たらどう思うかしら」と夫をたしなめた。大統領は「別になんとも思わないさ」と答えたが、これが彼の最後の言葉になった。
ブースは大統領の背後に近づいて、後頭部めがけてデリンジャーピストルで銃弾を発射した。撃たれた大統領はイスに座ったまま、前のめりになった。これに気づいたラスボーンはすぐさまブースに飛びかかったが、ブースは手にもっていたナイフを振り上げてラスボーンめがけて切りつけた。一瞬ひるんだラスボーンは舞台にとびおりようとするブースを取り押さえようとした。ブースは手すりを超えて舞台に飛び降りたが、かかとについた拍車が飾りの旗にひっかかって足をとられた。不安定な姿勢ながらなんとか舞台に飛び降りたブースはナイフをかかげ、観客に向かって「シク・センペル・ティラニス（ラテン語：専制者は常にかくのごとし）」と叫んだ。これはヴァージニア州のモットーであった（このとき、彼が「南部は復讐を果たした!」とも叫んだという証言もある）。ブースはすぐにきびすを返して舞台の裏手に出て、劇場の裏口から待たせてあった馬にまたがった。観客の中でこれをすぐに追いかけたものもいたが、ブースは逃げさった後だった。ブースはヘロルドと合流すべく海軍基地の橋へ向かった。
逃走時、ブースはある時点で足の骨を折っている。一説によれば馬から転落して折ったのだが、新聞にそう書かれるとみっともないと思ったブースが「舞台に飛び降りたときに折った」としたといわれる。骨折というアクシデントはあったものの、ブースは劇場内でリンカーンを暗殺するという際どい計画をやりきった。
U.S.ニュースアンドワールドリポート紙は「もし、リンカーンが同じような傷を受けたのが現代であれば、彼が（障害が残るにせよ）命をとりとめたことは間違いない」と報じている。

### ウィリアム・スワードの暗殺未遂
ブースはルイス・パウエルに国務長官のウィリアム・スワード殺害を命じていた。このとき、スワードは一週間ほど前に起きた馬車での事故によって床に臥していた。スワード邸はホワイトハウスにほどちかいワシントンのラファイエット・パーク（Lafayette Park）にあった。
パウエルとヘロルドはブースの指示通りスワード邸に赴いた。ブースが、パウエルは度胸と腕力はあるが、ワシントンの地理にうとく、ヘロルドは地理には精通しているが、人を殺す度胸がないと見たため、二人をペアにして行動させたのである。パウエルは武器として南北戦争のころ人気があった大型銃、1858年式のホイットニー回転式拳銃と大きなボウイナイフを所持していた。
ヘロルドが逃走のための馬を用意して、スワード邸外に待機すると、パウエルは10時すぎにスワード邸の扉をたたいた。使用人のウィリアム・ベルが応対した。パウエルはブースの指示通り、ヴェルディ医師の指示で国務長官の薬を持参したという口実を述べた。パウエルは「国務長官に直接口頭で説明するよう指示されているので面会したい」といって譲らなかったため、ついにベルは邸内に招きいれた。パウエルは邸内に入ると三階の寝室をめざした。
階段を上りきったところで、スワードの息子で秘書をしていたフレデリック・ウィリアム・スワードが出てきてパウエルをとどめ、押し問答になった。パウエルはさきほどの口上を繰り返したが、フレデリックはこれに疑いを抱き、父はもう寝てしまったといって追い返そうとした。
このやりとりが聞こえたため、スワードの娘で父の看病をしていたファニー・スワードは面会者かと思ってドアを開け、フレデリックに「お父様は起きていらっしゃるわ」と声をかけて室内に戻った。パウエルはこれによって国務長官がどの部屋にいるかがわかった。パウエルはいったんあきらめて帰るふりをして、突然階段を上がり、同時にリボルバーを引き抜いてフレデリックの頭に突きつけた。パウエルは間髪いれず引き金を引いたが不発に終わったため、銃床で何度もフレデリックの頭を強打した。フレデリックは血まみれになって倒れ、殴った衝撃で銃は壊れてしまう。

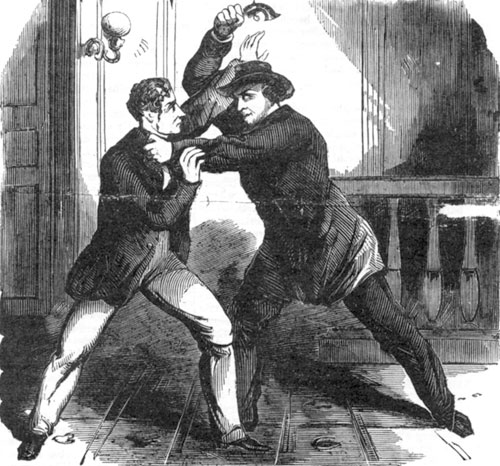
スワードとパウエル

娘のファニーはこの乱闘の音を聞いて何事かと思い、再びドアを開けた。そこには昏倒した兄と、部屋に突き進んでくるパウエルの姿が見えた。パウエルは呆気にとられるファニーを尻目に室内へ乱入し、ベッドで寝ていたスワードに向かってナイフを振り下ろした。しかし、ナイフを握る手に力が入り過ぎていたために手元が狂って二度狙いを外すも、三度目にスワードの頬を大きく切り裂いた。再びパウエルがナイフを振り上げたときは、スワードの頚動脈を守るものは首のネックレス以外何もなかった。その時、間一髪部屋に飛び込んできた看護兵のジョージ・ロビンソン軍曹とスワードの息子のオーガスタス・スワードがパウエルに飛びかかり、スワードへの致命傷を食い止めた。オーガスタスは隣の部屋で寝ていたが、ファニーの叫び声を聞いて部屋に飛び込んだ。ファニーは窓から外に向かっても叫んでいたため、これを聞いたヘロルドは長居は危険と察し、パウエルを見捨て、馬に乗り単独でその場を離れた。
へロルドが逃げたため、パウエルはオーガスタス、ロビンソン軍曹、ファニーの三人と組み合う形になっていた。ベッドのスワードの顔からは激しく流血していた為、パウエルはスワードに致命傷を与える事に成功したと思い、階段を下りて逃走した。この時、屋敷の外に走り出たパウエルは「おれはいかれてる、おれはいかれてる」と叫んでいたというが、理由は不明。パウエルはヘロルドの残した馬の手綱をとって逃げていった。

### アンドリュー・ジョンソンの暗殺計画
ブースはジョージ・アツェロットに副大統領アンドリュー・ジョンソン暗殺を命じていた。ジョンソンはワシントンのカークウッド・ホテルに滞在していた。ブースの予定ではアツェロットが午後10時15分に副大統領の部屋に押し入って銃で暗殺する手はずになっていた。
1865年4月14日、アツェロットはカークウッド・ホテル126号室に投宿した。しかしアツェロットには暗殺を実行する気がなく、近くのバーで酒を飲みながら時間をつぶし、やがてワシントンの街に出て行った。暗殺事件の翌日・4月15日土曜日に、ジョンソンの警護のため、憲兵隊がカークウッド・ハウスを捜索した際、既に逃亡していたアツェロットの部屋から大量の武器やメモが押収され、これが一味の陰謀を裏付ける最初の重要な証拠となった。

## 暗殺後の経緯

### 犯人たちの逃走と捕縛

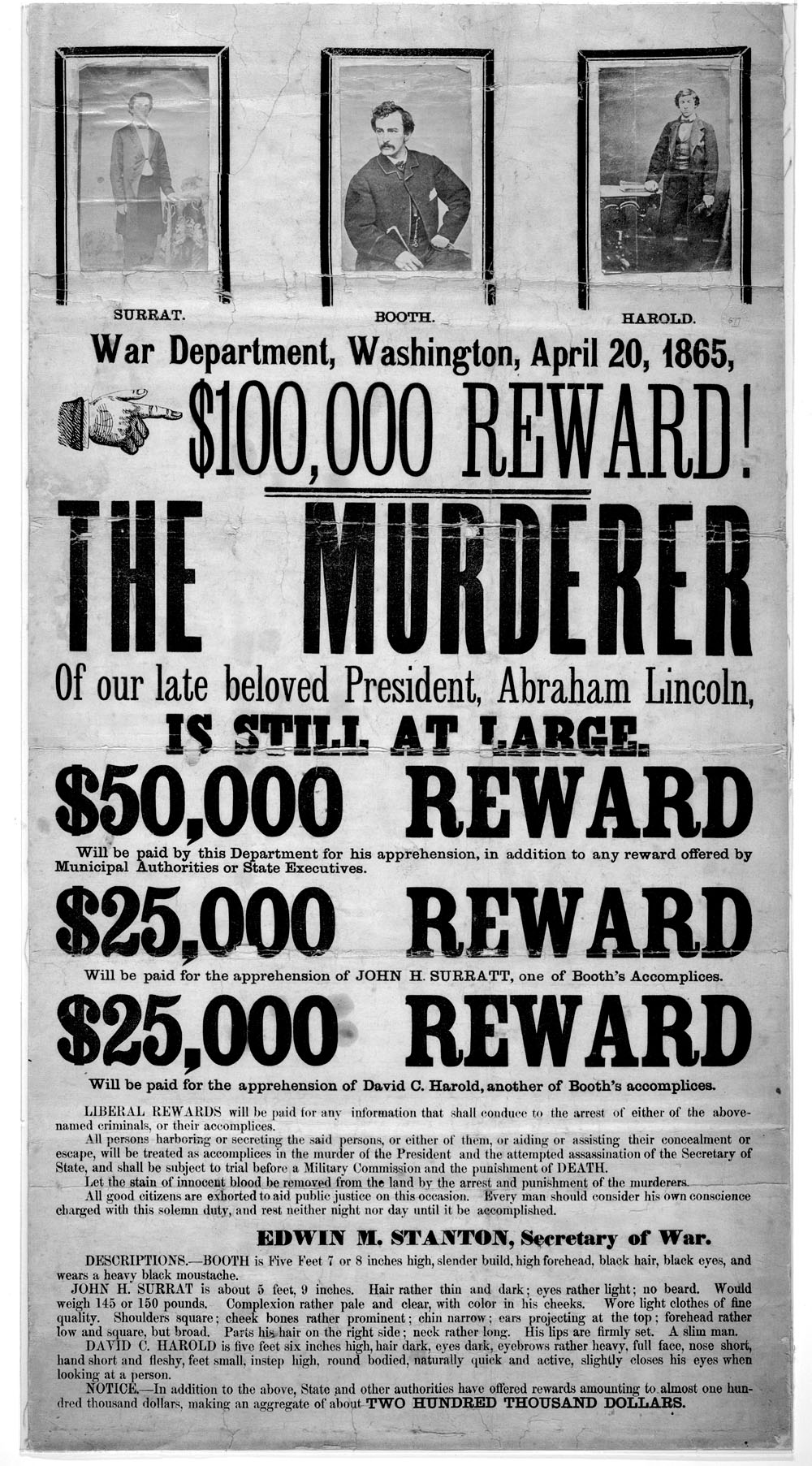
アメリカ合衆国旧陸軍省長官エドウィン・スタントンの名のもとに作成されたブース、スラットおよびハロルドの指名手配書

陸軍長官指示のもとで合衆国史上最大の捜索が開始された中、ブースはヘロルドと落ち合うことに成功したが、足をくじいていた。サラッツビルにおいていた逃走用の道具を手に入れた二人は、南軍の協力者のネットワークを利用しながら、深南部を目指す逃走の途につき、南軍の工作員であったサミュエル・マッド医師の自宅を目指した。医師はブースの足が折れていたため簡単な治療を行い、サミュエル・コックスの元へ二人を向かわせた。さらにコックスの手引きで二人はトーマス・ジョーンズに引き合わされた。ジョーンズは二人を森の中にかくまい、追っ手の目を盗んでポトマック川を渡り、南軍支持者の多いバージニア州に逃げ切るようボートと羅針盤を与えた。
5日後、ようやくポトマック川を渡った二人は4月24日にボウリンググリーン近くのリチャード・ギャレットなる人物の農園にたどりついた。二人は自分たちが南軍の兵士であると言ったため、ギャレットはこれを信じて二人をもてなし、家に泊めた。しかし、翌日になってギャレットの家族は二人の言葉に疑いを抱き、たばこ倉庫で寝てほしいと頼んだ。二人が倉庫へ入ると、馬などの盗難を恐れたギャレットの家族によって外からひそかに鍵がかけられた。そこへ、ポトマック川を捜索中に偶然職質を行った2人組から犯人らの情報を得た、ルーサー・ベーカー中佐、エドワード・ドハティー中尉、エヴァートン・コンガー大佐らに率いられた捜索隊の兵士たちがやってきてギャレットらを尋問し、ブースらの居場所を聞き出すと倉庫を包囲した。
4月25日夜半、26名の騎兵隊によってブースとヘロルドの立てこもる倉庫が包囲された。騎兵隊が投降を勧告するとヘロルドは投降したが、ブースはこれを拒否した。コンガーの指示によって小屋のまわりに薪が積まれ、火が放たれた。その後、ボストン・コーベットという名前の軍曹が倉庫の中で火に照らされているブースの姿をとらえ、背後から銃撃した。銃弾はブースの首を貫通し致命傷を与えた。偶然にも、この位置はブースがリンカーンに与えた傷に非常に近かった。倒れたブースを兵士たちが火の中から引きずり出し、ギャレット家のポーチへ横たえた。兵士の一人がブースの首に包帯を巻こうとしたが、ブースは断り、かすれた声で「母に私は国のために死んだと伝えてくれ」と言い残した。ブースは脊椎を打ち抜かれていたため、首から下はまったく動かなかった。ブースは呼吸も困難な苦痛に苦しみながら、動かない手を見て「役立たず、役立たず」と言った。これが最後の言葉になる。そして4月26日早朝、ブースは息を引き取った。

### 裁判

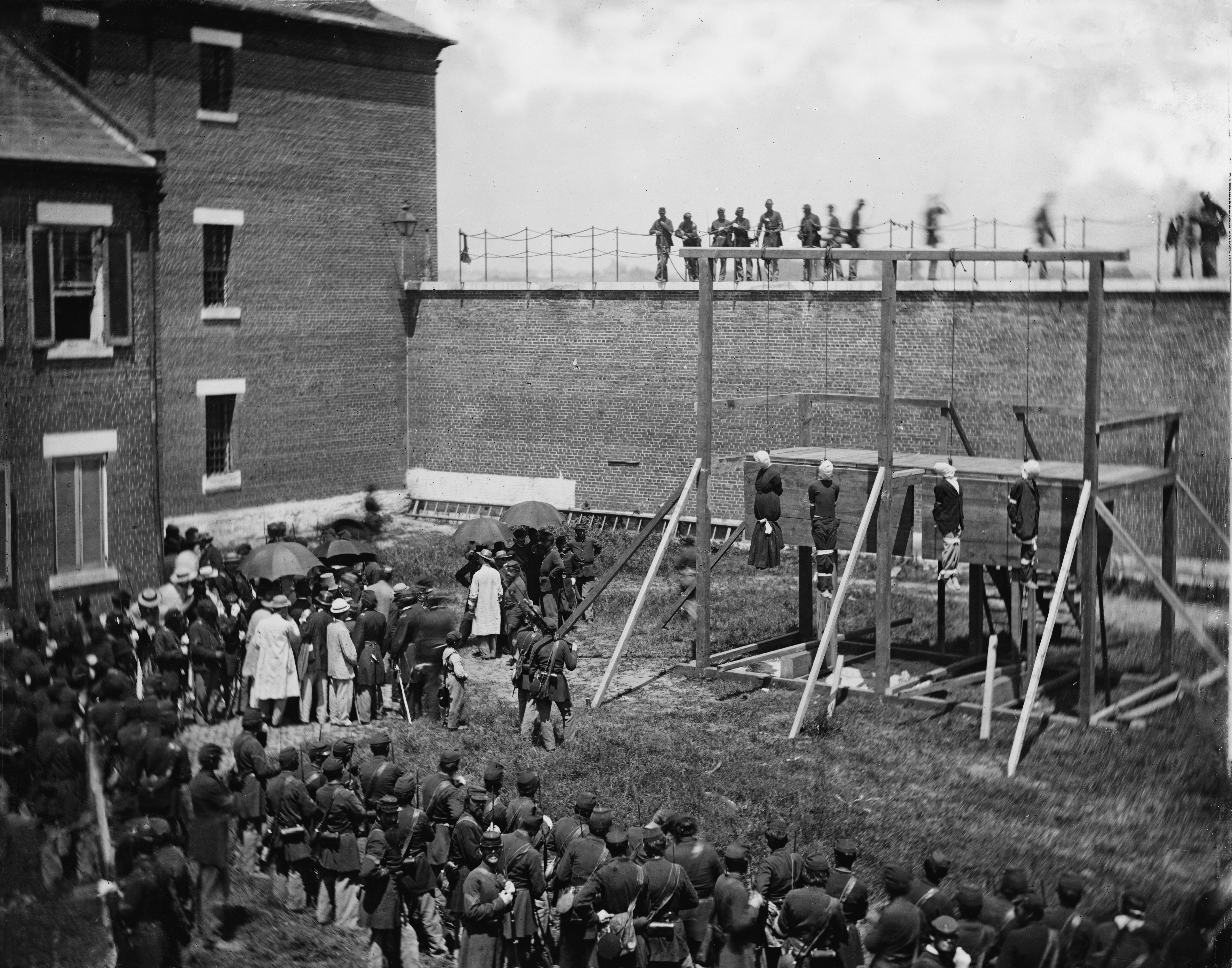
絞首刑を執行されたサラット、パウエル、ヘロルド、アツェロット（頭巾で覆われている）

ブースは死んだが、共犯者として捕らえられた8名の裁判が軍法会議の形で行われた。この裁判が一般の裁判でなく軍法会議の形をとることに対して非難の声が上がった。審理は7週間にわたり、366名の証人が喚問された。判決は7月5日に下り、8名全員が有罪となった。メアリー・サラット、ルイス・パウエル、デイヴィッド・ヘロルド、ジョージ・アツェロットが絞首刑、サミュエル・マッド、サミュエル・アーノルド、マイケル・オロフレンは終身刑、エドマン・スパングラーは懲役6年となった。
ブースの日記については、裁判でスタントン陸軍長官は発見されていないとしていたが、のちに発見されたと裁判に提出した。ただし日記は暗殺事件の期間24ページが破られていた。
サラット、パウエル、ヘロルド、アツェロットの絞首刑は7月7日に執行された。メアリー・サラットはアメリカ合衆国政府によって処刑された最初の女性となった。オロフレンは1867年に黄熱病で獄死。マッド、アーノルド、スパングラーは1869年にジョンソン大統領による恩赦を受けた。

## 事件の影響
エイブラハム・リンカーンは暗殺された最初の大統領になり、アメリカの歴史に大きな影響を与えた。国中がリンカーンの死を悼み、全国でブースへの支持を表明したものには激しい攻撃が行われた。リンカーンの死の二日後の復活祭には全国の教会で追悼説教が行われた。1865年4月19日に行われたリンカーンの葬儀には数万人の人が押しかけ、彼の遺体が列車にのってニューヨークからイリノイ州スプリングフィールドまでの2500kmの葬送となり、道中では数十万人がこれを悼んだ。

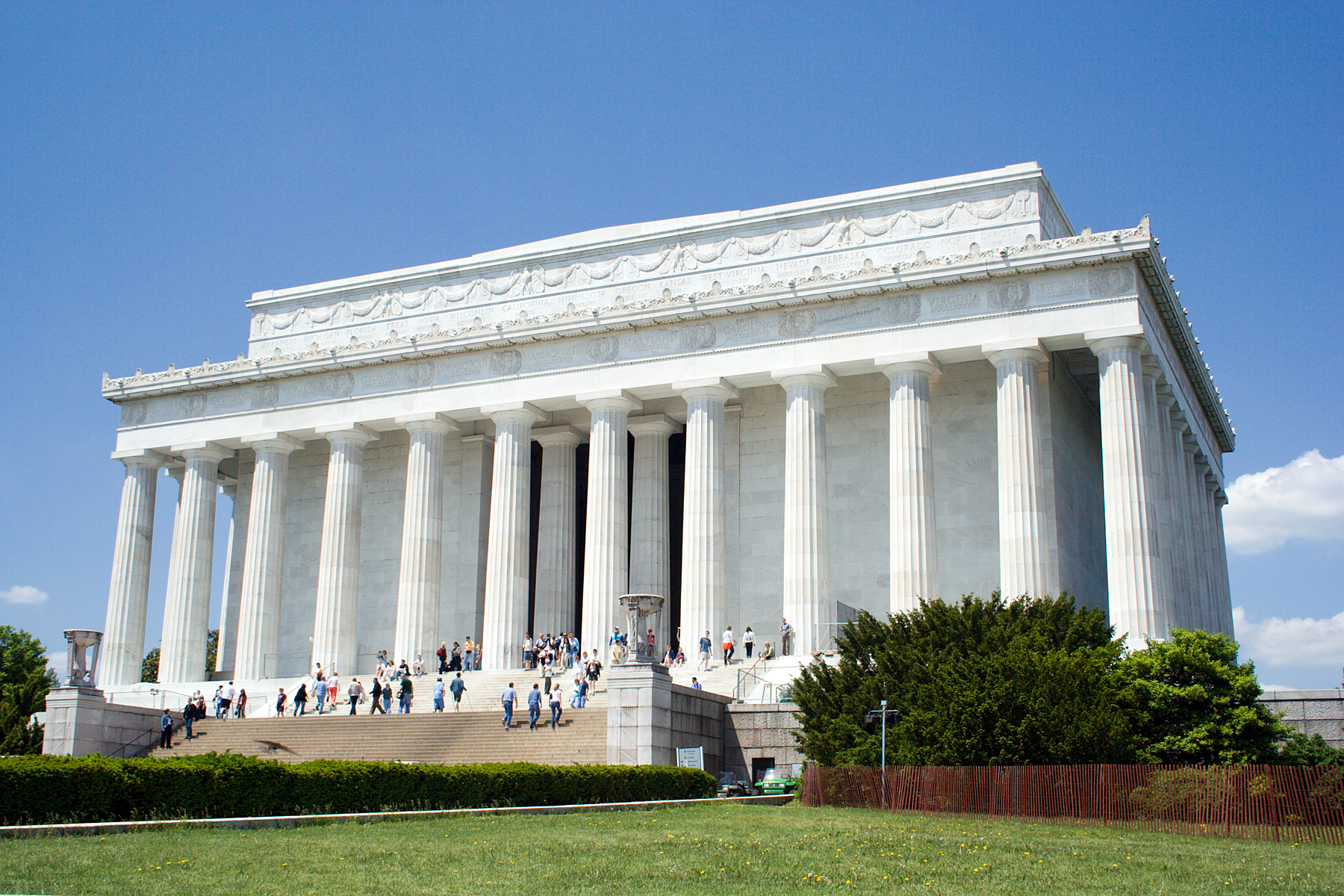
リンカーン記念館

ユリシーズ・グラントは「もっとも偉大な人物である」とリンカーンを激賞し、南部出身のエリザベス・ブレアも「南部のシンパの者たちは自分たちにとって二度と見つからない友人を失ったことを知っている」と述べた。リンカーン記念館は1922年にオープンした。
リンカーンの死を受けて大統領職を継いだアンドリュー・ジョンソンは史上もっとも不人気な大統領の一人に数えられている。彼は1868年に下院の弾劾決議を受けたが、上院での投票で一票差でからくも失職を逃れた。
スワードは傷がいえると職務に戻った。後に彼は国務長官としてロシア帝国からアラスカを買い取った。これは当時「スワードの愚行」と批判された。
結局リンカーンが暗殺された事で北部が崩壊するような事はなく、またこの時点では南部の方もこれを幸いと戦争を継続する意思がなかったため南北戦争はそのまま終結する事となった。南部の大統領であるジェファーソン・デイヴィスは最後までゲリラ戦を主張して降伏を認めようとしなかったが1865年4月26日にはテネシー軍指揮官であるジョンストン将軍が大統領の命令を無視してシャーマン将軍に降伏、それ以後も雪崩的に南軍部隊が北軍に降伏して行ったため南部連合は実質的に崩壊した。デイヴィス大統領も5月10日には拘束され、5月26日にはこの時点でまだ存在していた南軍部隊で最大規模のミシシッピ圏方面軍のエドマンド・カービー・スミス大将がエドワード・キャンビー将軍率いる北軍に降伏しており、南軍も事実上消滅した。統制された部隊として最後に降伏したのは6月23日に降伏したスタンド・ワティー准将率いる部隊が最後だとされているが、南北戦争が実質的に終結したのは北バージニア軍が降伏した4月9日だとされている（正式発効は4月10日だった）。
だからと言って影響がなかったかと言えばそうではなく、南部の合衆国復帰に関しては穏健派だったリンカーン大統領が暗殺されてしまった事で急進派共和党員が議会での実権を握り、南部に対して過酷なレコンストラクションを強いる事となった。しかもこの政策が過酷過ぎたため逆に南部におけるリディーマーやクー・クラックス・クランの台頭を招き、南部を合衆国に復帰させるどころか逆に溝を広げる結果となった。また、南部の黒人奴隷達は奴隷身分からこそ解放されたものの数々の隔離政策によって差別される事となった。ブースはリンカーンが共和制を廃止し、絶対君主制をもたらす可能性を危惧しており自分の事をブルータスになぞらえていたとされる。